# Eugeni Alexandre de Thurn i Taxis
Eugeni Alexandre de Thurn i Taxis (en alemany Eugen Alexander Franz Fürst von Thurn und Taxis) va néixer a Brussel·les (Bèlgica) l'11 de gener de 1652 i va morir a Frankfurt el 21 de febrer de 1714. Era el segon fill del comte Claudi Lamoral II (1621-1676) i d'Anna Francesca de Horn (1629-1693).
Després de la mort del seu pare, Eugeni Alexandre el va succeir en el càrrec de Postmaster General del Sacre Imperi Romanogermànic i dels Països Baixos sota dominació espanyola. El 1681, el darrer rei espanyol de la Casa dels Habsburg Carles II de Castella va ascendir-li el rang de comte a príncep, i l'emperador Leopold I del Sacre Imperi Romanogermànic el va fer príncep imperial el 1695.
Després de l'ocupació francesa dels Països Baixos durant la Guerra de Successió espanyola, el nou rei espanyol Felip V, net de Lluís XIV de França, va destituir-lo dels seus càrrecs. I el 1702 va traslladar el seu sistema d'organització postal de Brussel·les a Frankfurt d'on era originari.

## Matrimoni i fills
Eugen Alexander es va casar dues vegades. El 24 de març de 1678 es va casar a Viena amb la princesa Anna Adelaida de Fürstenberg-Heiligenberg, filla de Herman de Fürstenberg-Heiligenberg (1627-1674) i de Francesca de Furstenberg-Stuhlingen (1638-1680). Fruit d'aquest matrimoni nasqueren: 
- Dorotea, (1679-1681).
- Un fill nascut mort el 1680.
- Anselm Francesc (1681-1739), casat amb Maria Lluïsa Anna de Lobkowicz (1683-1750).
- Jacob Lamoral (?-?)
- Enric Francesc (1682-1700.
- Anna Francesca (1683-1763), casada amb Francesc Ernest de Salm-Reifferscheidt. .
- Elionor Ferranda (1685-1721), casada amb Felip Hug de Manderscheid-Kail.
- Inigo Lamoral (1686-1717).
- Anna Teresa, (1689-1706).
- Maria Elisabet (1691-1764, casada amb Guillem Alexandre de Lannoy.

Havent enviudat, Eugeni Alexandre es va casar amb Anna Augusta de Hohenlohe-Waldenburg-Schillingsfürst, filla de Lluís Gustau i d'Anna Barbara de Schönborn. D'aquest segons matrimoni en nasqueren:
- Lothar Francesc (1705-1712).
- Maximilià Felip, nascut i mort el 1706.
- Felip Lamoral, nascut i mort el 1708.
- Maria Josepa, nascuda i morta el 1711.